# Siddhartha Shankar Ray
Siddhartha Shankar Ray (* 20. Oktober 1920 in Kolkata; † 6. November 2010 ebenda) war ein indischer Politiker des Indischen Nationalkongresses. Er war ein bekannter Barrister, Bildungsminister der Indischen Union, Chief Minister von Westbengalen, Gouverneur von Punjab und Botschafter in den Vereinigten Staaten.

## Herkunft und Ausbildung
Rays Vater, Sudhir Kumar Ray, war Barrister am Calcutta High Court. Seine Mutter Aparna Devi war die älteste Tochter von Chittaranjan Das und Basanti Devi. Er ist mit der in England aufgewachsenen Maya Ray verheiratet.
Er wurde am Presidency College in Kalkutta und später in England ausgebildet.

## Politische Karriere
Ray wurde zuerst ebenfalls Barrister am Calcutta High Court. Später wurde er mit Unterstützung von Ashoke Kumar Sen Justizminister im Kabinett von Bidhan Chandra Roy in Westbengalen. In den 1960ern wurde er schließlich Minister für Bildung und Jugendangelegenheiten in der indischen Regierung unter Indira Gandhi.
Nach den Wahlen 1972 war er vom 19. März 1972 bis zum 21. Juni 1977 Chief Minister von Westbengalen. Er trat das Amt kurz nach Ende des Bangladesch-Krieges an und seine Amtszeit wurde von dem Problem der Rückführung von mehr als einer Million Flüchtlinge dominiert.
Gouverneur des Bundesstaates Punjab war er vom 2. April 1986 bis zum 8. Dezember 1989. Als die Kongresspartei 1991 erneut an die Macht kam, wurde er zum indischen Botschafter in den Vereinigten Staaten ernannt. Das blieb er bis 1996. Sein Engagement in Washington wird als durchaus erfolgreich angesehen.
Am 6. November 2010 starb Ray im Alter von 90 Jahren.